# Вршачке планине
Вршачке планине (рум. Munţii Vârşeţ, често зване и Вршачки брег, рум. Dealurile Vârşeţului) се уздижу усред Панонске равнице у југоисточном делу Баната. Пружају се у правцу исток-запад, у дужини од 19 km, са највећом ширином од 8 km. Површина им је 170 km², од чега је у Србији 122, а у Румунији 48 km². Изграђене су од стена палеозојске старости (260 милиона година), које окружују неогени седименти (60 милиона година), међу којима су и седименти некадашњег Панонског мора (25 милиона година). 
Гудурички врх, са 641 m надморске висине, највиша је тачка ових планина и целе Војводине. Од осталих врхова познати су Лисичја глава (590 m), Ђаков врх (449 m) и Вршачка кула (399 m). Северна падина је стрма, док се јужна постепено спушта у побрђе, где се налазе вршачки виногради. Вршачке планине спадају, заједно с Фрушком гором, у острвске планине, јер су некада биле острво у Панонском мору. Према геотектонском положају, али и геолошкој грађи, припадају српско-македонској планинској маси, чинећи њен најсевернији изданак, иако се у старијој литератури може пронаћи погрешан податак о њиховој припадности Карпатима. Са планина се пружа поглед на Вршац, Војводину и Румунију.

## Знаменитости и туризам
Вршачки брег је главно туристичко и излетничко одредиште у непосредној близини града Вршца. На првом врху одмах до Вршца доминира стара Црквица, омиљено излетиште, а у непосредној близини налази се нова црква Светог Теодора, подигнута у част градског свеца свештеномученика Теодора. На другом врху налази се симбол града — Вршачка кула. Поред куле, до које води асфалтни пут, налази се писта за параглајдеристе. На простору названом Широко било, на 10 km од центра града налази се планинарски дом са бунгаловима за смештај гостију и викенд насеље Широко било. Са јужне стране планина налази се село Месић са истоименим манастиром чије прво постојање датира из 1225. године и фабриком за флаширање здраве изворске воде. Са друге стране брда налази се још један Манастир Средиште у селу Мало Средиште.

## Заштита
Због јединственог положаја Вршачких планина у Банату, разноврсности флоре и вегетације, богатих шумских екосистема, лепих пејзажа и видиковаца, већи део шумског подручја ове планине у Србији, површине 4.177 хектара, заштићен је 1982. године као Парк природе. У периоду 2001—2005, урађена је студија о ревизији заштите. У децембру 2005. године, Скупштина општине Вршац донела је одлуку о заштити предела изузетних одлика Вршачке планине на 4.408 хектара, од чега је у првом степену заштите 190 хектара. Старалац је ЈКП „Други октобар“ из Вршца.
Основни циљ заштите природе у овој категорији усмерен на очување природних вредности. Поред тога, циљеви су и унапређивање и уређивање заштићеног простора за потребе рекреације и туризам. Прописана намена и циљеви заштите природе треба да се остварују на основу програма заштите и развоја заштићеног добра, којег доноси организација која њиме управља, као и на основу посебно донесеног програма развоја туризма. Из ових разлога треба констатовати да установљена заштита на Вршачким планинама нема ограничења за развој рекреације и туризма, већ, напротив, треба да допринесе бољем уређивању и унапређивању екосистема предела.

## Биљни свет
На подручју предела изузетних одлика регистровано је 1017 врста виших биљака, од којих се 7 налази у Црвеној књизи флоре Србије као ретке и угрожене врсте. У укупном шумском фонду ових планина, посматрано по дрвној запремини, највише су заступљени сребрнолисна липа (око 37%) и китњак (око 25%), затим багрем (око 8%) и црни јасен (око 7%). Остале врсте су значајно мање заступљене - цер, бели јасен, сладун, граб и др. Посебно је значајна велика заступљеност липових и багремових шума, које у време цветања дају кратко време планинском простору специфична ароматична обележја, чинећи га у то време веома пријатним за боравак туриста и сакупљање лековитих цветова.